# 和光郵便局
和光郵便局（わこうゆうびんきょく）は埼玉県和光市にある郵便局。民営化前の分類では集配普通郵便局であった。

## 概要
住所：〒351-0199 埼玉県和光市本町12-32

## 沿革
- 1872年8月4日（明治5年7月1日） - 白子（しらこ）郵便取扱所として開設[1]。
- 1875年（明治8年）1月1日 - 白子郵便局（五等）となる。
- 1885年（明治18年）10月1日 - 貯金取扱を開始。
- 1892年（明治25年）2月1日 - 為替取扱を開始。
- 1943年（昭和18年）7月16日 - 大和郵便局に改称[2]。
- 1963年（昭和38年）11月3日 - 電話交換および和文電報配達事務を、朝霞電報電話局に移管[3]。
- 1964年（昭和39年）12月1日 - 特定郵便局から普通郵便局に局種別改定されるとともに、武蔵大和郵便局に改称。
- 1965年（昭和40年）10月 - 局舎新築落成。
- 1971年（昭和46年）1月25日 - 和光郵便局に改称。
- 1984年（昭和59年）4月23日 - 新設の朝霞郵便局に、朝霞市内の集配業務を移管。それに伴い、郵便番号を〒351から〒351-01へ変更。
- 1985年（昭和60年）4月 - 局舎落成。
- 1998年（平成10年）9月1日 - 外国通貨の両替および旅行小切手の売買に関する業務取扱を開始。
- 2007年（平成19年）10月1日 - 民営化に伴い、併設された郵便事業和光支店に一部業務を移管。
- 2012年（平成24年）10月1日 - 日本郵便株式会社発足に伴い、郵便事業和光支店を和光郵便局に統合。

## 取扱内容
- 郵便、印紙、ゆうパック、内容証明
- 貯金、為替、振替、振込、国際送金、外貨両替・トラベラーズチェック、国債、投資信託
- 生命保険、バイク自賠責保険、自動車保険
- ゆうちょ銀行ATM
- 和光市内の集配業務
- ゆうゆう窓口

## 周辺
- 和光市役所
- 和光市民文化センター（サンアゼリア）
- 和光市図書館
- 陸上自衛隊朝霞駐屯地
- 東京地下鉄和光検車区
- 国道254号

## アクセス
- 東武東上線、東京メトロ有楽町線・副都心線 和光市駅（南口）から徒歩約6分
- 東武バス 和光郵便局停留所、西武バス 和光市駅南口停留所下車
- 東京外環自動車道 和光ICからすぐ
- 駐車場あり：10台